# Акиньшино (Московская область)
Акиньшино — деревня в Можайском районе Московской области, в составе городского поселения Уваровка. Численность постоянного населения по Всероссийской переписи 2010 года — 32 человека. До 2006 года Акиньшино входило в состав Колоцкого сельского округа.
Деревня расположена в центральной части района, на левом берегу малой речки Горнешня (левый приток реки Колочь), примерно в 5 км к востоку от пгт Уваровка, высота центра над уровнем моря 237 м. Через Акиньшино проходит автодорога 46К-1011/1012/1013 Можайское шоссе (Старая Смоленская дорога), ближайшие населённые пункты — Колоцкое в 1 км на юго-запад и Сычи — 1,3 км на северо-запад.